# Aglaophamus japonicus
Aglaophamus japonicus är en ringmaskart som beskrevs av Imajima och Hisayoshi Takeda 1985. Aglaophamus japonicus ingår i släktet Aglaophamus och familjen Nephtyidae. Inga underarter finns listade i Catalogue of Life.